# صحن بستان ذوق‌بخش و صحبت یاران خوشست
غزلی با مطلع «صحن بستان ذوق‌بخش و صحبت یاران خوشست» غزل شمارهٔ ۴۳ از دیوانِ حافظ در تصحیحِ محمد قزوینی و قاسم غنی است.

## در اجراها
محمودی خوانساری در برنامهٔ شمارهٔ ۱۱۵ از مجموعهٔ گل‌های تازه این غزل را در دستگاهِ ماهور اجرا کرده‌است.